# مقدر قاضیزاده
مقدر قاضیزاده در ۱۱ سپتامبر ۱۹۸۸ به دنیا آمد، فعلاً برای تیم شاهین آسمایی بازی می‌کند قبل از سال ۲۰۱۲ وی برای تیم کابل بانک بازی می‌کرد. همچنان بازیکن تیم ملی فوتبال افغانستان است که در پست دفاع بازی می‌کند و شماره پیراهن ۲ را برتن می‌کند.